# Bani (kawa)
Bani – nazwa handlowa wysokiej jakości, dominikańskiej odmiany kawy arabskiej.
Odmiana charakteryzuje się niską zawartością kwasów, aksamitnym smakiem, łagodnością i delikatnością. Smakiem i zapachem zbliżona jest do kaw haitańskich. Jest bardziej aksamitna i miękka niż inna odmiana dominikańska, Barahona.
Bani klasyfikowana jest według norm nowojorskich.